# Thagria brevis
Thagria brevis är en insektsart som beskrevs av Nielson 1977. Thagria brevis ingår i släktet Thagria och familjen dvärgstritar. Inga underarter finns listade i Catalogue of Life.